# エアバスA220
エアバスA220
（ボンバルディア Cシリーズ）
エア・バルティックのA220-300
- 用途：旅客機
- 分類：ナローボディ機
- 設計者：ボンバルディア・エアロスペース
- 製造者：
ボンバルディア・エアロスペース（2013-2018）
エアバス（2018-）
- 運用者：

  - エア・バルティック
  - スイス インターナショナル エアラインズ
  - 大韓航空
  - デルタ航空
- 初飛行：2013年9月16日
- 運用開始：2016年7月15日
- 運用状況：運用中

エアバスA220(Airbus A220)は、ボンバルディア・エアロスペース社でボンバルディア Cシリーズとして開発された、近・中距離向け商業旅客機である。2018年7月10日、エアバスがボンバルディアと提携、Cシリーズをエアバスのラインナップに加えると発表した。これに伴い名称をエアバスA220とした。
2020年10月、エアバス傘下のエアバス コーポレートジェット（ACJ）によるビジネスジェット仕様が発表された。
なお、証明書類によれば、エアバスA220はボンバルディア BD-500 （-100は-1A10、-300は-1A11）として登録される。

## 沿革
2004年7月、開発が計画されたものの、ローンチカスタマーが現れず、2006年1月に計画は凍結となった。
その後、2008年7月のファーンボロー航空ショーにおいて、「Cシリーズ」の名で正式に開発が行われると発表された。
ローンチカスタマーはルフトハンザ･ドイツ航空で、確定30機、オプション30機が発注された。
- 2013年3月7日、Cシリーズの基本型となるCS100型機の飛行テスト用初号機（FTV1）をカナダ・ケベック州ミラベルの工場で公開。
- 2013年9月16日、CS100型機の飛行試験初号機（FTV1、機体記号C-FBCS）の初飛行に成功。
- 2013年12月26日、日本でのCシリーズの国内取り扱い代理権を総合商社兼松が獲得と発表。
- 2014年1月3日、CS100型機の飛行試験2号機「FTV2」、機体記号「C-GWYD」が初飛行。
- 2014年3月3日、CS100型機の飛行試験3号機「FTV3」、機体記号「C-GWXJ」が初飛行。
- 2014年5月18日、CS100型機の飛行試験4号機「FTV4」、機体記号「C-GWXK」が初飛行。
- 2014年5月30日、CS100型機の初号機「FTV1」、製造番号「50001」、機体記号「C-FBCS」のエンジンでインシデントが発生、テスト飛行プログラムを中断。
- 2015年12月、カナダ運輸省からCS100型機の型式証明を取得。
- 2016年6月29日、CS100がスイスグローバルエアラインズに引き渡された。Cシリーズの航空機として初となる。
- 2018年7月10日、エアバスがボンバルディアと提携し、Cシリーズをラインナップに加えると発表、シリーズとしての名称を「エアバスA220」とし、CS100型機を「エアバスA220-100」に、CS300型機を「エアバスA220-300」にすると発表した。また、同日には米ジェットブルー・エアウェイズがA220-300を60機発注することを発表した。引き渡しは2020年からで、2025年以降に最大で60機を追加購入するオプションが付けられた。
- 2020年10月6日（現地時間）、エアバス傘下のエアバス コーポレートジェット（ACJ）がビジネスジェット仕様の「A220ビジネスジェット」（ACJ Two Twenty）を発表。

### ダンピング問題
2017年、ボーイングは、Cシリーズがカナダ政府の補助金によって不当に安い価格で販売されているとして、アメリカ合衆国政府にアンチ・ダンピング関税措置を課すように主張。これに対しトルドー首相は、ボーイングが係争を撤回しない場合には、購入予定のボーイング製戦闘機、F-18 スーパーホーネットを購入しないことを表明している。

## 機体の特徴
エンジンはプラット・アンド・ホイットニー社が開発しているGTF（ギヤード･ターボファン･エンジン）のPW1000Gシリーズ（PW1519G、PW1521G、PW1524G）が搭載される。
また、ボンバルディア・エアロスペース社が中国で開発されたARJ21の開発に協力していた関係で、Cシリーズとの共通性を高めることも明らかにされている。
機体の操縦方式は操縦桿に代わり、エアバスA320シリーズと同様のサイドステックを採用した。客室内径は3.28mを確保し、1列あたりの座席数はエコノミークラスの場合、リージョナル機（1列4席）とA320（同6席）の間となる、左2席-右3席の5席配列を採用することができる。単通路（ナローボディ）機ながら通路は20インチあり、客室乗務員や乗客が移動しやすくなるなど、客室居住性の向上が図られている。

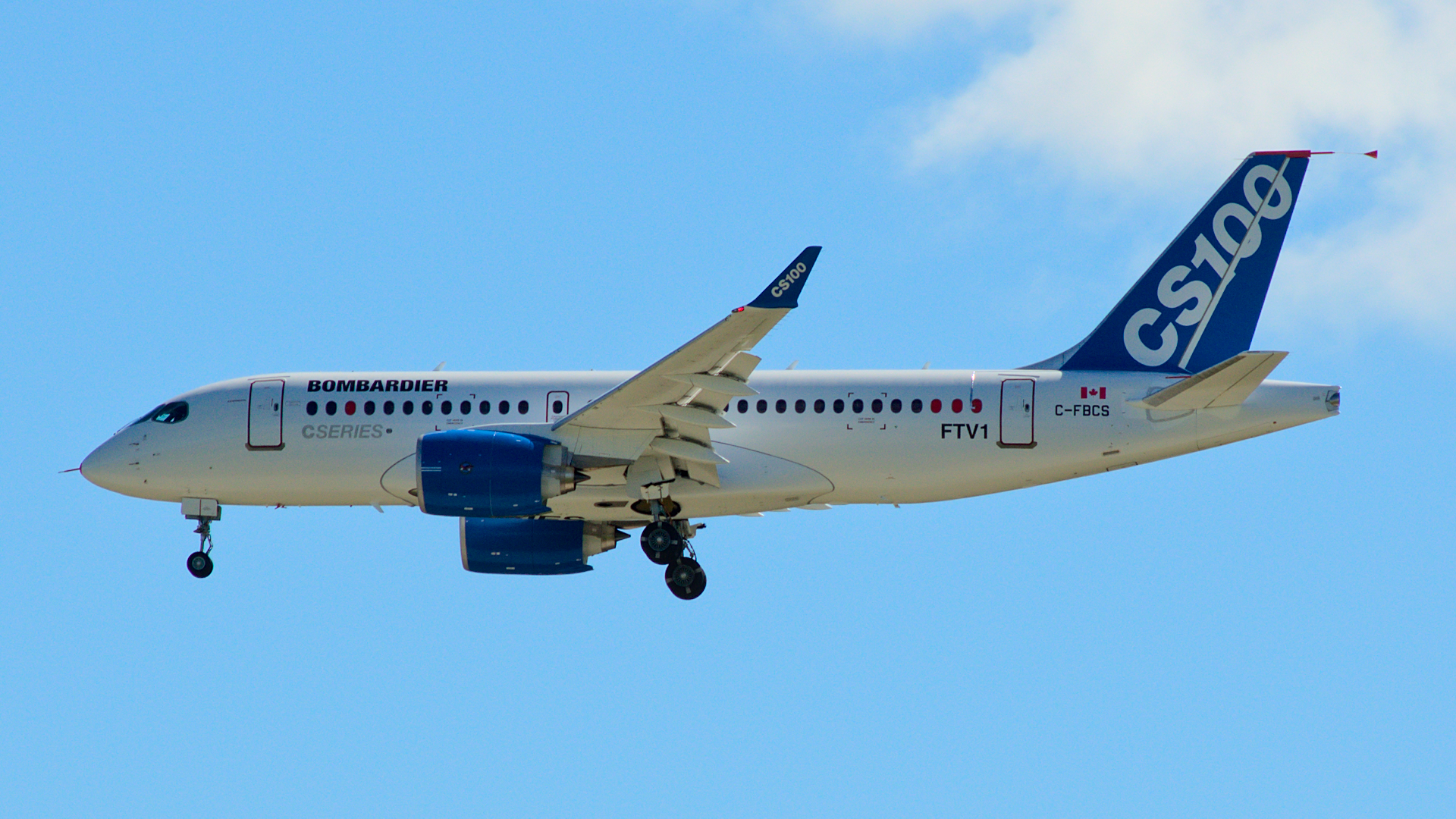
初飛行を行うA220
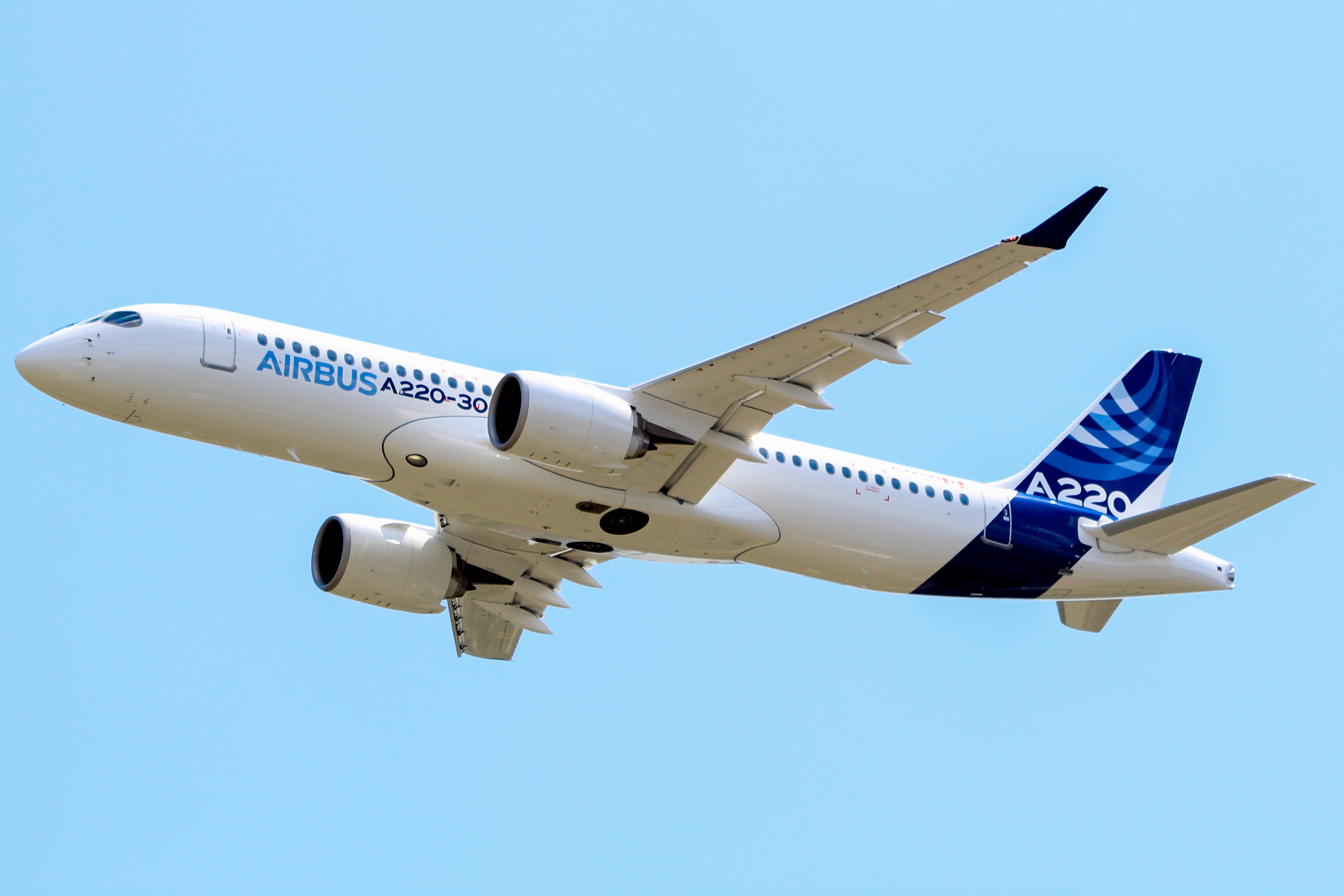
エアバスA220-300に変更されたデモ機
コックピット
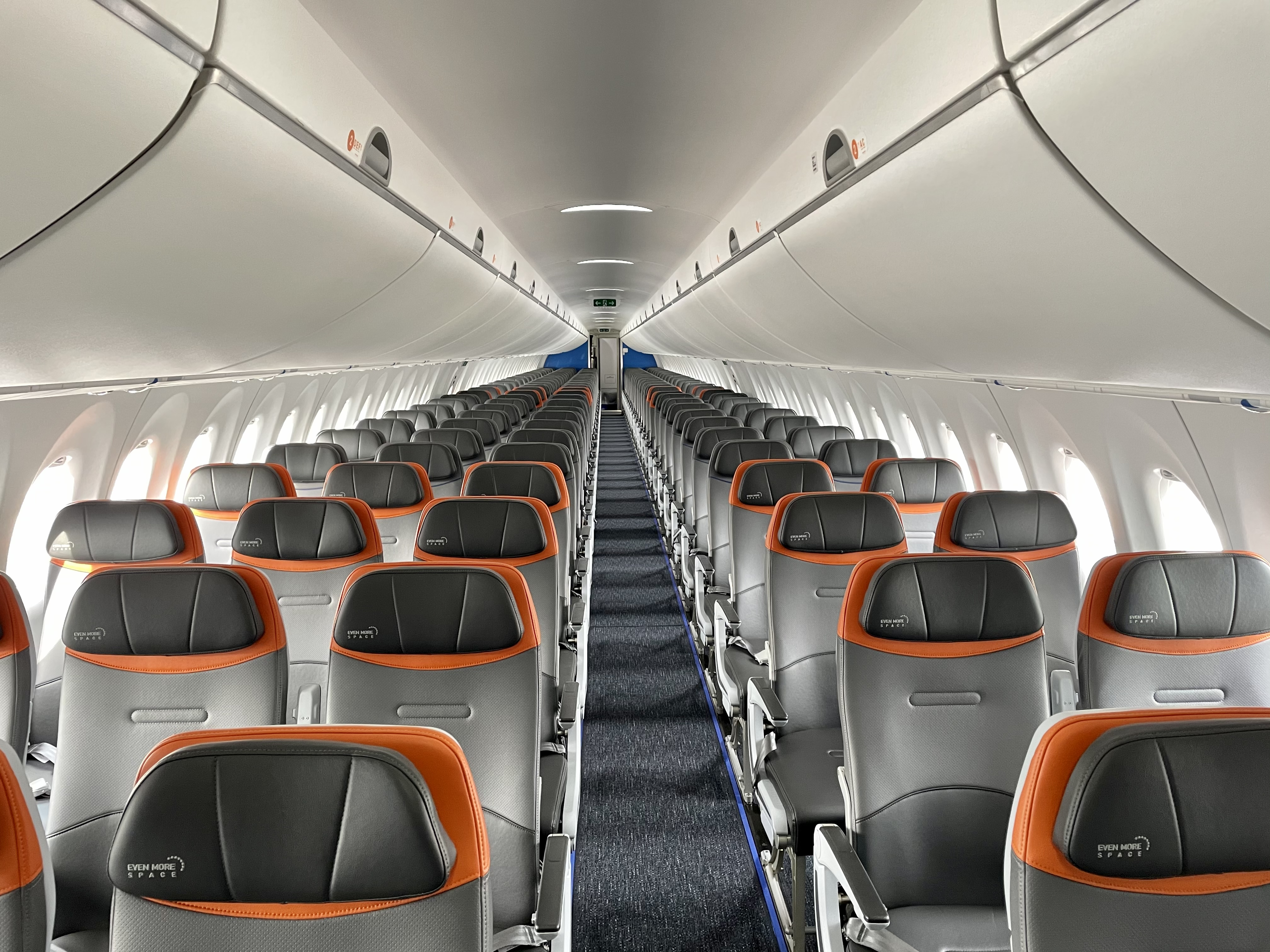
客室

## シリーズ構成
前述の通りCS100はA220-100に、CS300はA220-300に名称変更となった。ボンバルディアCシリーズ時代の機種としては、以下のように構成される。
CS100
110人乗りの標準タイプ。
CS100ER
CS100の航続距離延長型。
CS300
130人乗りの標準タイプ。
CS300ER
CS300の航続距離延長型。
CS300XT
CS300の離着陸性能強化版

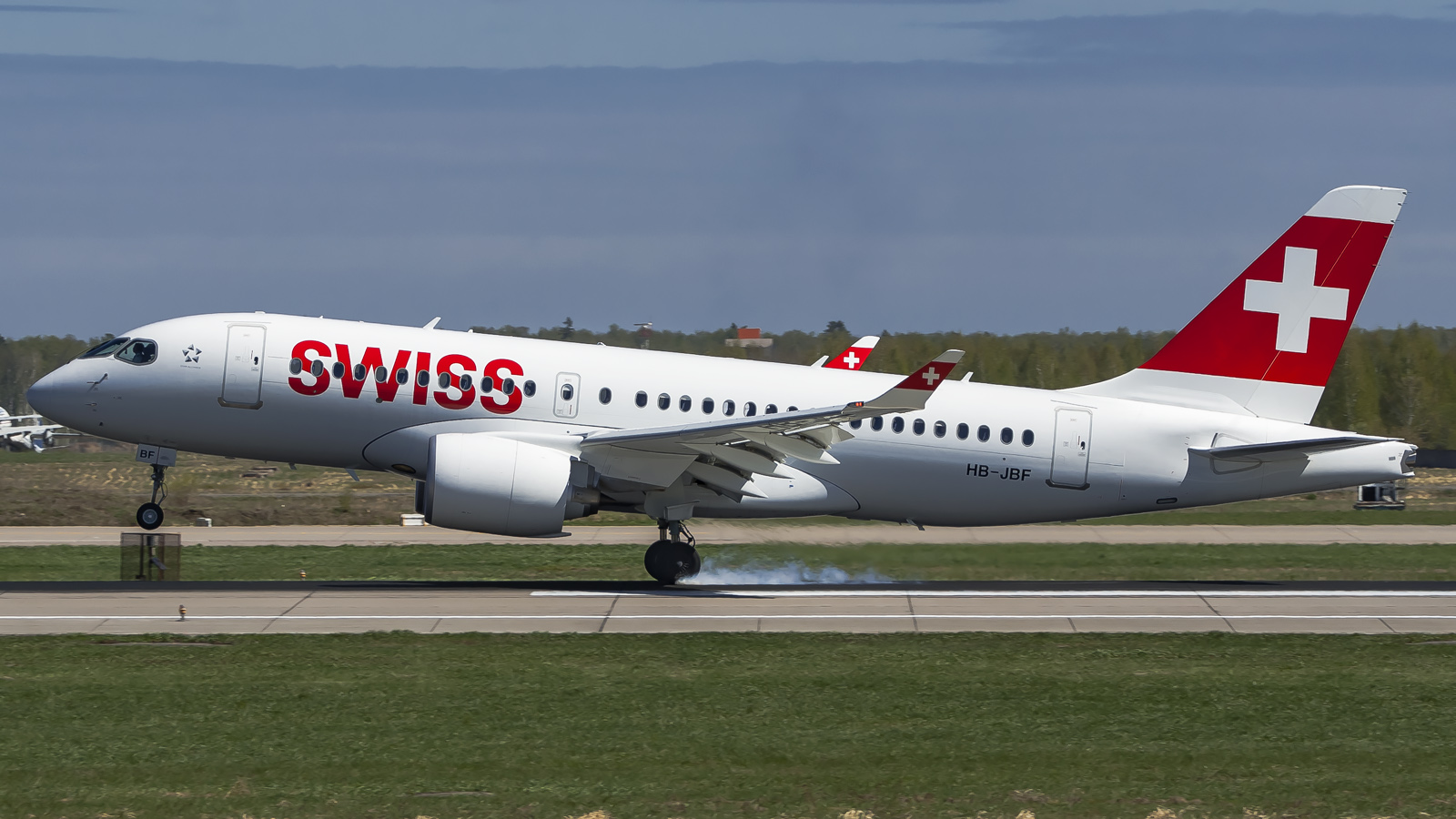
A220-100（スイス インターナショナル エアラインズ）
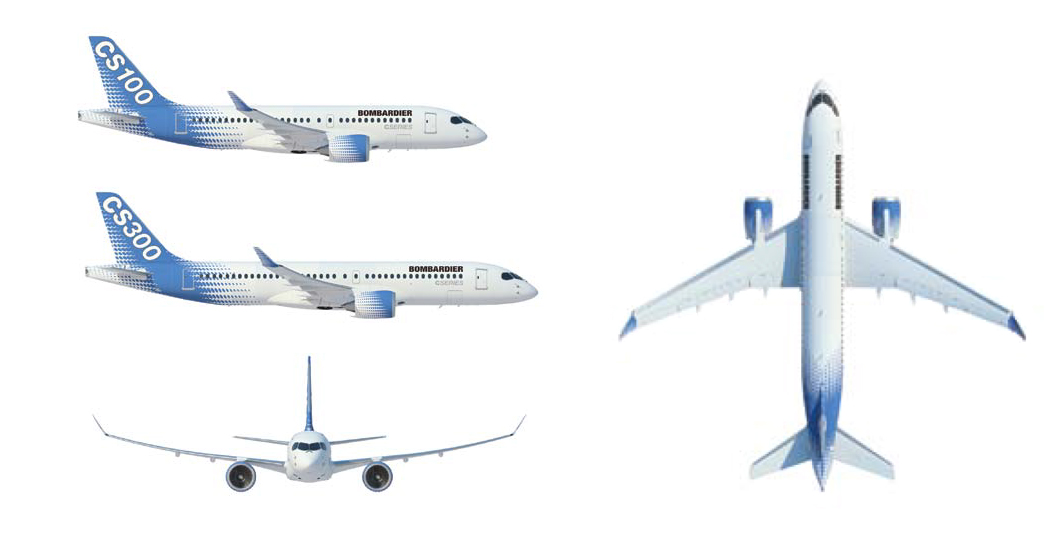
CS100とCS300の違いが分かる図面

## 運用の状況・特徴
2019年2月28日現在、60機が営業で運用されている。
- エア・バルティック
- エア・カナダ
- エール・オーストラル
- エア・セネガル
- エールフランス
- エア・マナス（英語版）
- ブリーズ・エアウェイズ（英語版）
- スイス インターナショナル エアラインズ
- ジェットブルー航空
- 大韓航空
- デルタ航空
- エア・タンザニア（英語版）
- イラク航空

各型の受注機数(2016年12月8日現在）
| CS100 | CS300 | 合計受注機数 |
| 123   | 237   | 360          |

過去のユーザー
- スイスグローバルエアラインズ(現在は親会社のスイス インターナショナルエアラインズへ移管)

発注企業別については英語版

## 仕様
|                          | CS100 | CS100ER | CS300 | CS300XT | CS300ER |
| ------------------------ | --- | --- | --- | --- | --- |
| 乗客                     | 125人 (1-クラス, 最大) 110人 (1-クラス, 標準) 100人 (2-クラス, 混合)                                         | 125人 (1-クラス, 最大) 110人 (1-クラス, 標準) 100人 (2-クラス, 混合)                                         | 145人 (1-クラス, 最大) 130人 (1-クラス, 標準) 120人 (2-クラス, 混合)                                         | 145人 (1-クラス, 最大) 130人 (1-クラス, 標準) 120人 (2-クラス, 混合)                                         | 145人 (1-クラス, 最大) 130人 (1-クラス, 標準) 120人 (2-クラス, 混合)                                         |
| 座席間隔                 | 30 in (76 cm) (1-クラス, 最大) 32 in (81 cm) (1-クラス, 標準) 36 in (91 cm) & 32 in (81 cm) (2-クラス, 混合) | 30 in (76 cm) (1-クラス, 最大) 32 in (81 cm) (1-クラス, 標準) 36 in (91 cm) & 32 in (81 cm) (2-クラス, 混合) | 30 in (76 cm) (1-クラス, 最大) 32 in (81 cm) (1-クラス, 標準) 36 in (91 cm) & 32 in (81 cm) (2-クラス, 混合) | 30 in (76 cm) (1-クラス, 最大) 32 in (81 cm) (1-クラス, 標準) 36 in (91 cm) & 32 in (81 cm) (2-クラス, 混合) | 30 in (76 cm) (1-クラス, 最大) 32 in (81 cm) (1-クラス, 標準) 36 in (91 cm) & 32 in (81 cm) (2-クラス, 混合) |
| 座席幅                   | 19 in (48 cm)                                                                                                | 19 in (48 cm)                                                                                                | 19 in (48 cm)                                                                                                | 19 in (48 cm)                                                                                                | 19 in (48 cm)                                                                                                |
| 乗員                     | 2名 (機長, 副操縦士)                                                                                         | 2名 (機長, 副操縦士)                                                                                         | 2名 (機長, 副操縦士)                                                                                         | 2名 (機長, 副操縦士)                                                                                         | 2名 (機長, 副操縦士)                                                                                         |
| 全長                     | 34.9 m (115 ft)                                                                                              | 34.9 m (115 ft)                                                                                              | 38.0 m (124.7 ft)                                                                                            | 38.0 m (124.7 ft)                                                                                            | 38.0 m (124.7 ft)                                                                                            |
| 翼幅                     | 35.1 m (115 ft)                                                                                              | 35.1 m (115 ft)                                                                                              | 35.1 m (115 ft)                                                                                              | 35.1 m (115 ft)                                                                                              | 35.1 m (115 ft)                                                                                              |
| 翼面積 (ネット値)        | 112.3 m2 (1,209 sq ft)                                                                                       | 112.3 m2 (1,209 sq ft)                                                                                       | 112.3 m2 (1,209 sq ft)                                                                                       | 112.3 m2 (1,209 sq ft)                                                                                       | 112.3 m2 (1,209 sq ft)                                                                                       |
| 全高                     | 11.5 m (38 ft)                                                                                               | 11.5 m (38 ft)                                                                                               | 11.5 m (38 ft)                                                                                               | 11.5 m (38 ft)                                                                                               | 11.5 m (38 ft)                                                                                               |
| 客室幅                   | 3.27メートル (129 in)                                                                                        | 3.27メートル (129 in)                                                                                        | 3.27メートル (129 in)                                                                                        | 3.27メートル (129 in)                                                                                        | 3.27メートル (129 in)                                                                                        |
| 客室高                   | 2.13メートル (84 in)                                                                                         | 2.13メートル (84 in)                                                                                         | 2.13メートル (84 in)                                                                                         | 2.13メートル (84 in)                                                                                         | 2.13メートル (84 in)                                                                                         |
| 胴体最大直径             | 3.7 m (12 ft)                                                                                                | 3.7 m (12 ft)                                                                                                | 3.7 m (12 ft)                                                                                                | 3.7 m (12 ft)                                                                                                | 3.7 m (12 ft)                                                                                                |
| 最大離陸重量             | 54,931 kg (121,102 lb)                                                                                       | 58,151 kg (128,201 lb)                                                                                       | 59,557 kg (131,301 lb)                                                                                       | 59,557 kg (131,301 lb)                                                                                       | 63,095 kg (139,101 lb)                                                                                       |
| 最大着陸重量             | 50,576 kg (111,501 lb)                                                                                       | 50,576 kg (111,501 lb)                                                                                       | 55,339 kg (122,002 lb)                                                                                       | 55,339 kg (122,002 lb)                                                                                       | 55,339 kg (122,002 lb)                                                                                       |
| 貨物容積                 | 23.2 m3 (820 cu ft)                                                                                          | 23.2 m3 (820 cu ft)                                                                                          | 30 m3 (1,100 cu ft)                                                                                          | 30 m3 (1,100 cu ft)                                                                                          | 30 m3 (1,100 cu ft)                                                                                          |
| 最大航続距離             | 4,074 km (2,200 nmi)                                                                                         | 5,463 km (2,950 nmi)                                                                                         | 4,074 km (2,200 nmi)                                                                                         | 4,074 km (2,200 nmi)                                                                                         | 5,463 km (2,950 nmi)                                                                                         |
| 最大巡航速度             | マッハ 0.82 (870 km/h, 470 kn, 541 mph)                                                                      | マッハ 0.82 (870 km/h, 470 kn, 541 mph)                                                                      | マッハ 0.82 (870 km/h, 470 kn, 541 mph)                                                                      | マッハ 0.82 (870 km/h, 470 kn, 541 mph)                                                                      | マッハ 0.82 (870 km/h, 470 kn, 541 mph)                                                                      |
| 巡航速度                 | マッハ 0.78 (828 km/h, 447 kn, 514 mph)                                                                      | マッハ 0.78 (828 km/h, 447 kn, 514 mph)                                                                      | マッハ 0.78 (828 km/h, 447 kn, 514 mph)                                                                      | マッハ 0.78 (828 km/h, 447 kn, 514 mph)                                                                      | マッハ 0.78 (828 km/h, 447 kn, 514 mph)                                                                      |
| 最大着陸重量での離陸距離 | 1,509 m (4,951 ft)                                                                                           | 1,509 m (4,951 ft)                                                                                           | 1,902 m (6,240 ft)                                                                                           | 1,661 m (5,449 ft)                                                                                           | 1,890 m (6,200 ft)                                                                                           |
| 着陸距離                 | 1,350 m (4,430 ft)                                                                                           | 1,350 m (4,430 ft)                                                                                           | 1,448 m (4,751 ft)                                                                                           | 1,448 m (4,751 ft)                                                                                           | 1,448 m (4,751 ft)                                                                                           |
| 巡航高度                 | 12,497 m (41,001 ft)                                                                                         | 12,497 m (41,001 ft)                                                                                         | 12,497 m (41,001 ft)                                                                                         | 12,497 m (41,001 ft)                                                                                         | 12,497 m (41,001 ft)                                                                                         |
| エンジン及び推力         | PW1519G x 2 /84.1 kN (18,900 lbf) PW1521G x 2 /93.4 kN (21,000 lbf) PW1524G x 2 /103.6 kN (23,300 lbf)       | PW1519G x 2 /84.1 kN (18,900 lbf) PW1521G x 2 /93.4 kN (21,000 lbf) PW1524G x 2 /103.6 kN (23,300 lbf)       | PW1521G x 2 /93.4 kN (21,000 lbf) PW1524G x 2 /103.6 kN (23,300 lbf)                                         | PW1521G x 2 /93.4 kN (21,000 lbf) PW1524G x 2 /103.6 kN (23,300 lbf)                                         | PW1521G x 2 /93.4 kN (21,000 lbf) PW1524G x 2 /103.6 kN (23,300 lbf)                                         |

- 注記: データは以前のもので変更される可能性がある。 ER = 延伸距離, XT = 範囲外推力
- 出典: Cシリーズ ファミリー[8]